# البارونات (فلم)
The Barons (بالإنجليزية: The Barons) هو فيلم كوميدي تم إنتاجه في بلجيكا وفرنسا وصدر في سنة 2009. الفيلم من إخراج نبيل بن يادير وكتابة نبيل بن يادير.

## وصلات خارجية
- مقالات تستعمل روابط فنية بلا صلة مع ويكي بيانات